# Slagwerkconcert (Mayuzumi)
Het concert voor slagwerk en harmonieorkest is een compositie van de Japanse componist Toshiro Mayuzumi uit 1965. Het werk is geschreven in van het Robert Austin Boudreau en het American Wind Symphony Orchestra uit Pittsburgh. 
Het werk werd op cd opgenomen door het American Wind Symphony Orchestra onder leiding van Robert Austin Boudreau en door het Tokyo Kosei Wind Orchestra onder leiding van Hiroyuki Iwaki.